# Stelian Nistor
Stelian Nistor (n. 29 septembrie 1958, Fălticeni, Suceava, România) este un actor, om de afaceri și binecunoscut mason român.

## Biografie
Stelian Nistor s-a născut în Fălticeni. A urmat Liceul „Ștefan cel Mare” Suceava, după care a absolvit Institutul de Artă Teatrală și Cinematografică „I. L. Caragiale”. 
A fost distribuit in numeroase filme 
A fost director artistic la Teatrul Nottara din București. A avut o carieră în televiziune, făcând parte din prima echipă a postului ProTv . 
La inceputul anilor 2000 a parasit lumea teatrală și a pătruns în lumea afacerilor. În prezent este parte a unuia dintre cele mai importante proiecte de marketing politic online românești acoperind clienți din întreaga lume, cu birouri în Washington, Rio de Janeiro, San Salvador, Manila, Tokyo, Accra (Ghana).

## Activitate masonica
În septembrie 2015 a fost ales Suveran Mare Comandor al Supremului Consiliu de grad 33 și Ultim al Ritului Scoțian Antic si Acceptat din România. Într-una din primele sale apariții publice după alegeri a acordat un amplu interviu revistei Forum Masonic .
În decembrie 2016 Supremul Consiliu  a hotărât să-i acorde distincția Grand Cross a Curții de Onoare.
Are o importantă activitate de reprezentare a vieții masonice din România atât pe plan regional , cât și european  sau chiar mondial.  
În 2021 într-un interviu la televiziunea ALEPH NEWS a oferit un moment inedit rostind jurământul depus de membrii Ritului Scotian Antic si acceptat la orice activitate comună  

## Filmografie
- Prea cald pentru luna mai (1984)
- Rîdeți ca-n viață (1985)
- Flăcări pe comori (1988)
- Enigmele se explică în zori (1989) - Ștefan Comșa
- Dragoste și apă caldă (1993)
- Craii de Curtea Veche (1996)
- Asfalt Tango (1996) - lt. Nistor
- Capul de zimbru (film TV, 1996)

- Magic in the Mirror (1996) - Teacher #5
- Magic in the Mirror: Fowl Play (1996) - Murray
- Spellbreaker: Secret of the Leprechauns (1996)
- Leapin' Leprechauns! (1995) - Leprechaun
- Dark Angel: The Ascent (1994) - Man in Stall
- Balanța (1992)
- Șobolanii roșii (1991)
- Cenușa păsării din vis (1989)